# Palais Redern

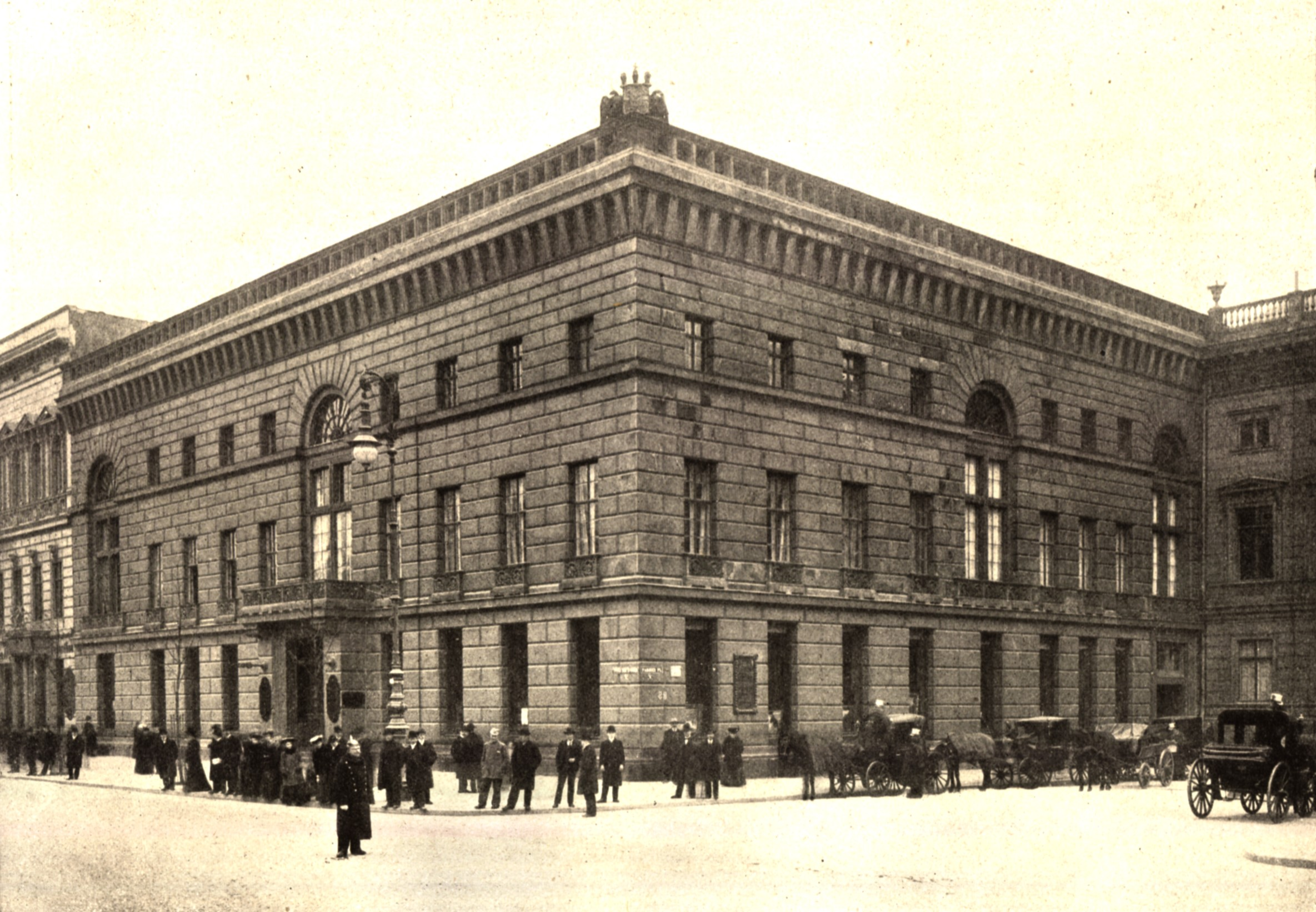
Palais Redern, Ansicht um 1900

Das Palais Redern (auch: Redernsches Palais) war ein Stadtpalais in prominenter Lage am Boulevard Unter den Linden 1 an der südlichen Ecke des Pariser Platzes in Alt-Berlin.
Das Palais schuf der Architekt Karl Friedrich Schinkel in den Jahren 1830–1833 aus den Mauern eines barocken Vorgängerbaus für den Generalintendanten der Königlichen Schauspiele zu Berlin, den Grafen Friedrich Wilhelm von Redern. Den Garten gestaltete der Landschaftsarchitekt Peter Joseph Lenné. Das bereits unter Denkmalschutz stehende Gebäude wurde 1906 unter öffentlichem Protest abgetragen, um dem Hotel Adlon Platz zu schaffen, das später ausbrannte und abgerissen wurde. Auf dem Grundstück steht heute der dem Pariser Platz zugewandte Teil des neuen Hotels Adlon.

## Vorgängerbau Palais Kameke

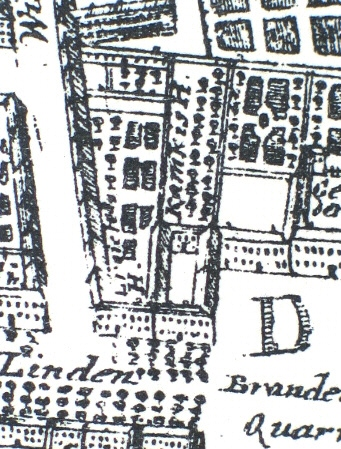
Palais Kameke, Ausschnitt aus dem Stadtplan von 1773

Als im Zuge der Stadterweiterung 1734 der Quaré-Markt angelegt wurde, entstanden dort auf Geheiß Friedrich Wilhelms I. vornehme Stadthäuser des Adels. Auf dem Eckgrundstück direkt am Anfang des Boulevards Unter den Linden ließ sich von 1729 bis 1736 in wahrscheinlich mehreren Bauphasen Ilse Anna von Kameke (geborene von Brünnow, 1675–1749), die Witwe von Graf Paul Anton von Kameke, durch den Baumeister Johann Friedrich Grael ein geräumiges Haus erbauen, nachdem dort zuvor ein wohl noch nicht allzu altes Wohnhaus des Kammerherrn von Wülcknitz gestanden hatte.
Das zweigeschossige Palais in den nüchternen Barockformen, wie sie zu Zeiten des „Soldatenkönigs“ üblich waren, war in seiner konventionellen Grundrissdisposition mit Haupthaus, zwei schmalen Seitenflügeln und Hinterhaus typologisch eigentlich ein in der Reihe stehendes Gebäude, das auf seine Ecklage am Platz kaum Bezug nahm. Das Haupthaus mit hohem Mansarddach wendete sich mit seiner Front ganz den Linden zu, während der schmale Seitenflügel mit niedrigerem Dach dem Platz zugekehrt war. Dem Hauptgebäude schloss sich an der östlichen Stirnseite ein Verbindungsbau zum Nachbargrundstück an, der wohl ursprünglich als Tordurchfahrt gedacht war, dann aber wegen des dahinter errichteten Seitenflügels ausgebaut wurde. Aufgrund seiner Ecklisenen und seines höheren Daches trat das Haupthaus aus der Gesamtanlage hervor. Die mittleren drei Achsen seiner neunachsigen Hauptfassade waren durch vier Lisenen hervorgehoben, in deren Mitte wiederum das von zwei Säulenpaaren flankierte und von einem Balkon mit Eisengeländer überdachte Hauptportal seinen Platz fand. Dem Portal war eine doppelläufige Freitreppe vorgelagert, die 1796 in eine Rampe verwandelt und später anscheinend nochmals geändert wurde.

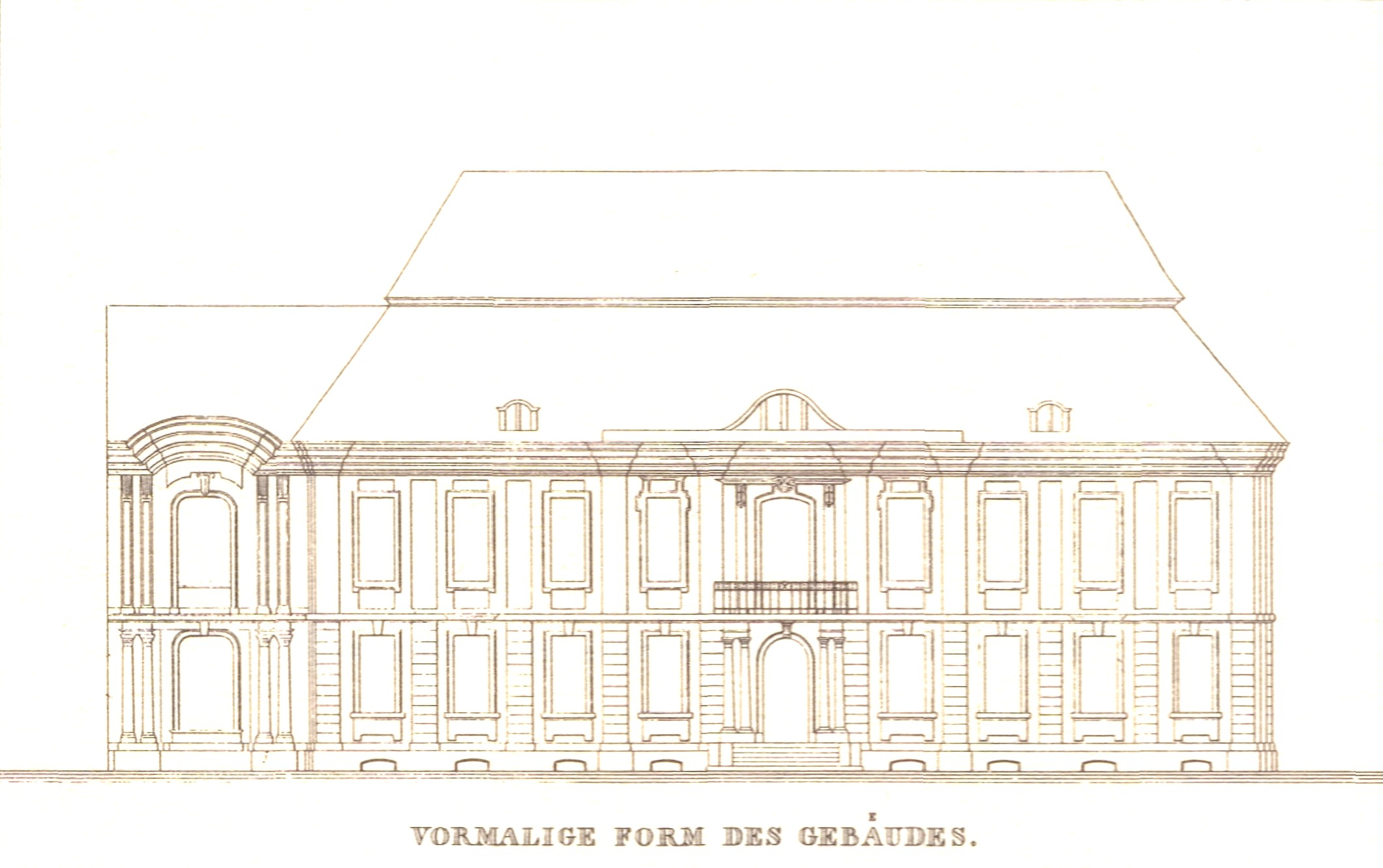
Palais Redern vor dem Umbau, Ansicht Unter den Linden

Das die beiden Seitenflügel verbindende Hinterhaus umschloss mit den übrigen Flügeln einen zentralen Hof, der durch einen Tordurchgang mit dem dahinter gelegenen länglichen Garten verbunden war. Dieser endete an einer Mauer, die sich in etwa an Stelle der heute verlängerten Behrenstraße befand.
Ein Nachfahre des Bauherrn, Finanzrat Graf Alexander von Kameke, vermietete ein Stockwerk des Hauses an den englischen Gesandten, der sich dort mit seiner Gesandtschaft einrichtete. Nachdem das Palais kurze Zeit im Besitz eines Grafen Wartensleben gewesen war, erwarb es im Jahr 1798 der Königliche Kammerherr beim Prinzen Heinrich von Preußen, Graf Wilhelm Jacob Moritz von Redern. Auch dieser teilte sich das Haus mit einem Gesandten, dem holländischen Grafen Perponcher, der dort bis in die 1820er Jahre residierte.

## Baugeschichte des Palais Redern
Das barocke Haus ging durch den Tod des alten Grafen Redern 1823 an seinen Sohn Graf Friedrich Wilhelm von Redern über, der 1828 die Generalintendantur der Königlichen Schauspiele übernahm. Diese herausgehobene öffentliche Stellung wird den jungen und kunstsinnigen Edelmann dazu veranlasst haben, im August 1828 mit Karl Friedrich Schinkel in Kontakt zu treten, um seinem als zu dürftig und spröde empfundenen Palais mehr Glanz zu verleihen.

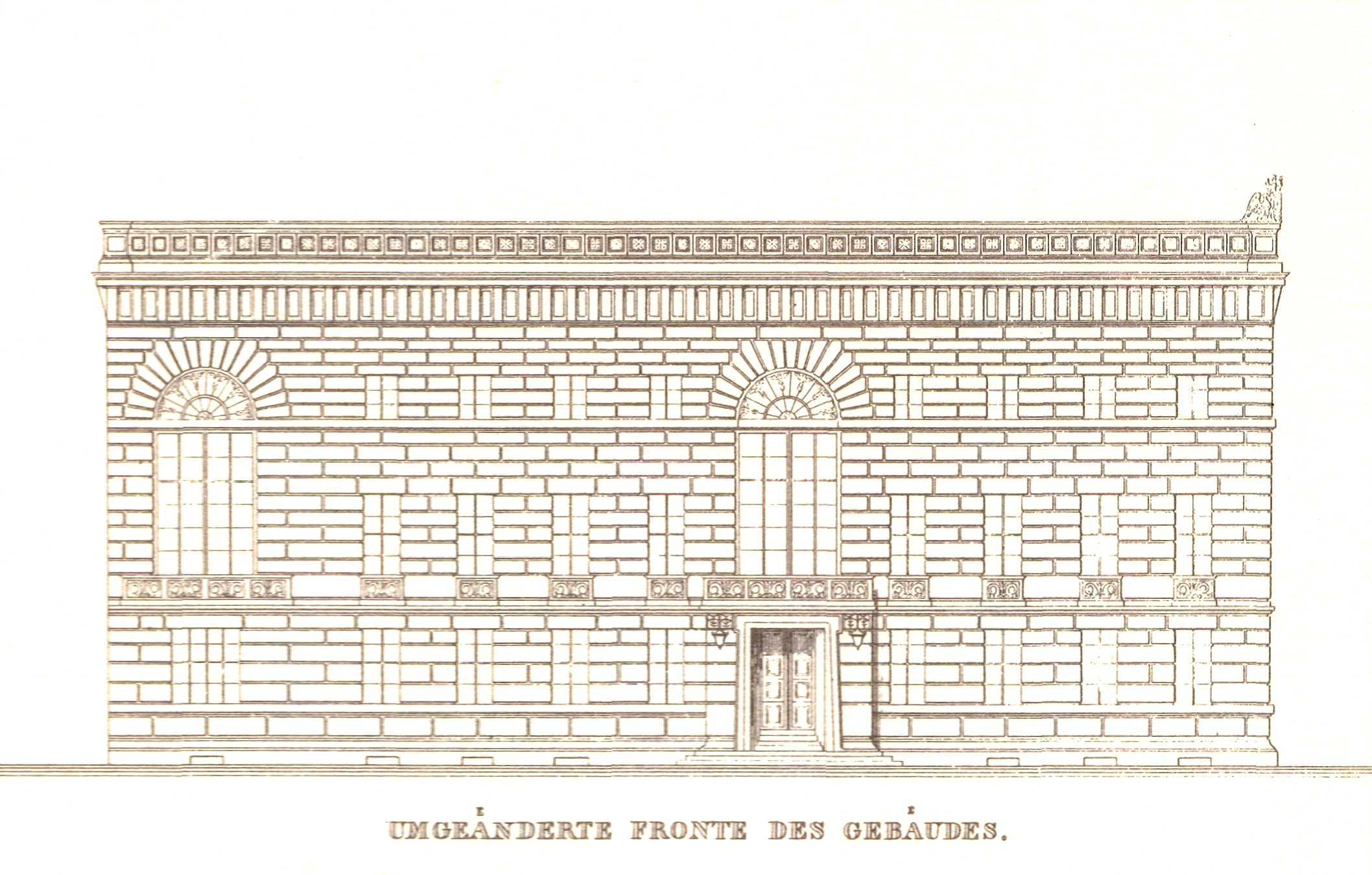
Palais Redern nach dem Umbau, Ansicht Unter den Linden

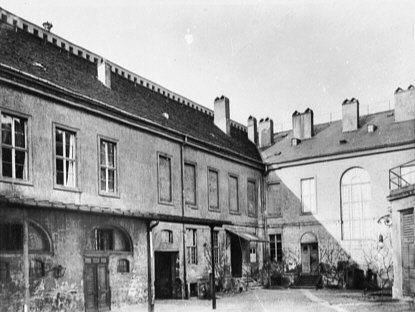
Innenhof, um 1900

Der 1830–1833 ausgeführte Entwurf ist vom Palazzo Pitti in Florenz inspiriert.
Als die Umbaupläne für das Palais Redern bei der Baupolizei eingereicht wurden, befürchtete der Sachbearbeiter die Gefährdung der Schönheit des gesamten Platzes und der Linden, woraufhin der preußische Innen- und Polizeiminister Schuckmann die Angelegenheit der Oberbaudeputation zur Stellungnahme übergab. In der Tat war die beabsichtigte Veränderung des Hauses mit seiner alle Nachbarn überragenden neuartigen Fassade ein empfindlicher Eingriff in die einheitliche Bebauung des barocken Platzes. Als Leiter der Oberbaudeputation verfasste Schinkel selbst das Gutachten über seinen Entwurf am 2. Mai 1829 und bemerkte…

„[…] gehorsamst, daß nach unserer Ansicht die Schönheit des Parises Platzes keineswegs gefährdet werden könne, wenn das Haus des Grafen Redern drei Etagen erhielte; im Gegenteil sind wir der Meinung, daß es sehr wohlthätig wirken wird, wenn irgendwo an diesem Platz damit der Anfang gemacht wird, die sehr häßlichen Mansarddächer, welche sich leider auf allen diesen Platz umgebenden Häusern befinden, wegzunehmen. Daß besonders in diesem Falle, wo ein Gebäude errichtet werden soll, welches gar kein Dach zeigt, und dadurch seine architektonischen Verhältnisse ganz rein zeigen kann, nur eine Verschönerung für den Eintritt in die Stadt entstehen kann. Die Einförmigkeit im Stil der Wohnhäuser ist ohnehin in moderner Zeit sehr allgemein geworden, und auch Berlin leidet daran; sie hat sogar etwas Unangenehmes, […] weil jedermann sogleich das Gezwungene empfindet, den Besitzern von sehr verschiedenen Vermögens- und Berufsverhältnissen und überhaupt von verschiedener individueller Ansicht des Lebens eine so gleichartige Form der Wohnung aufzudringen. In dem vorliegenden Falle aber ist auch nicht einmal [der] Vorteil vollkommener Regelmäßigkeit und guter Architektur in Rechnung zu bringen, weil sämtliche Häuser am Pariser Platz von schlechter und untereinander sehr abweichender Architektur sind. Unter diesen Absichten können wir ein Bauunternehmen dieser Art nur befürworten […]“

Des Weiteren wies Schinkel darauf hin, dass durch die Wegnahme der Rampe und Anlage einer Freitreppe dem Bürgersteig 3 1⁄2 Fuß Breite zurückgewonnen würden, worauf es vorzüglich ankäme. Schuckmann unterbreitete das Gutachten König Friedrich Wilhelm III., bei dem es seine Wirkung nicht verfehlte und der die Ausführung des Baus mit einem Erlass vom 12. Mai „höchstselbst“ genehmigte.

## Garten

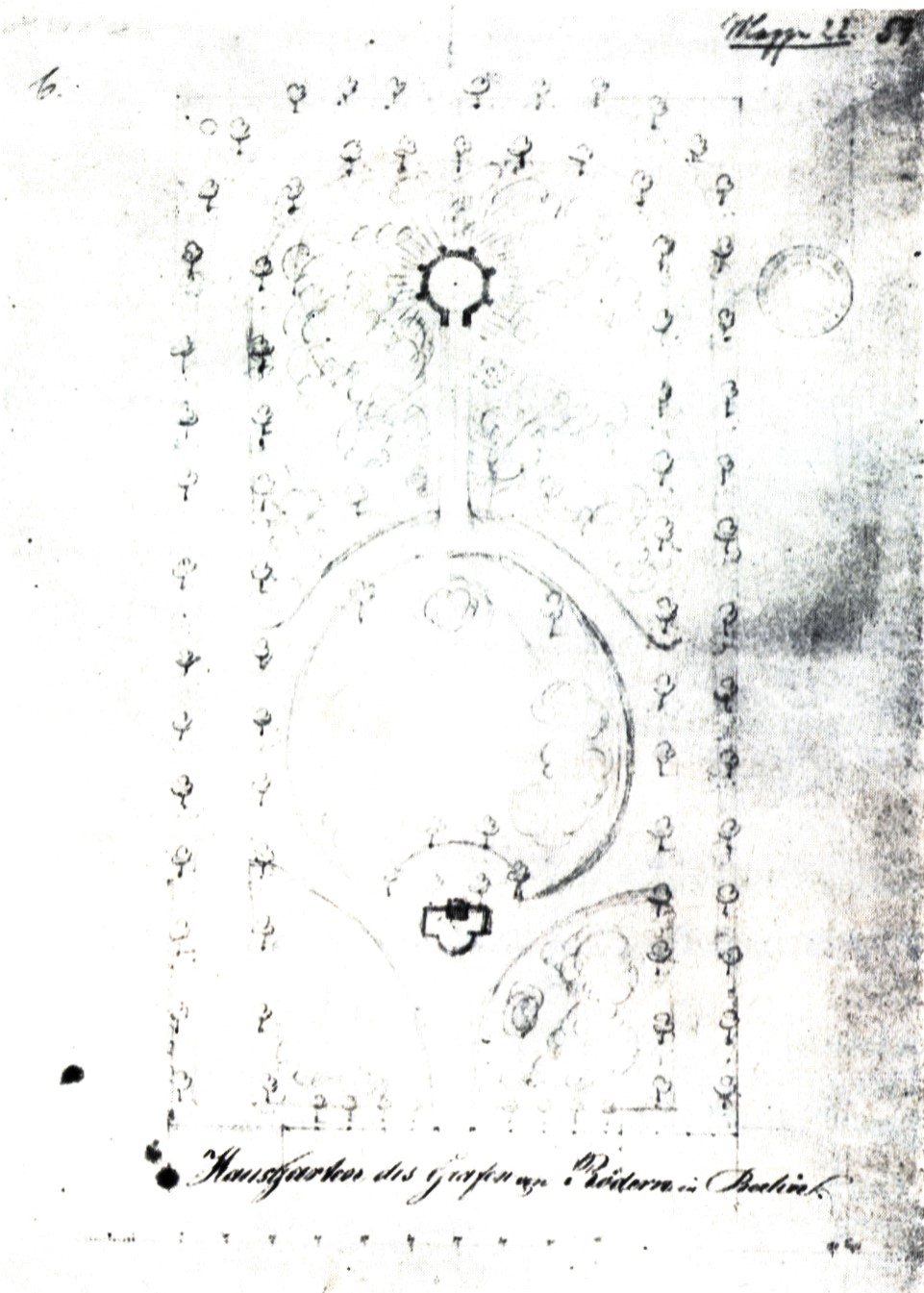
Hausgarten des Grafen von Rödern in Berlin – eigenhändige Zeichnung Lennés

Den Garten gestaltete Peter Joseph Lenné. Ein beiderseits mit Blumen bepflanzter Weg fasste den rechteckigen, an das Haus und die Hofflächen anschließenden Stadtgarten ein. Der Zugang erfolgte von der Mitte und führte zu einem Brunnen, vermutlich mit figürlichem Schmuck. Der Weg teilte sich dort und umfasste eine rundliche Rasenfläche, die wie die übrigen Rasenflächen mit niederem Gehölz bepflanzt war. Wieder vereinigt führte er in der Symmetrieachse zum leicht erhöhten Gartenhaus am Ende des Gartens, das verhältnismäßig dicht mit Sträuchern eingegrünt war.
Für die 1824 verstorbene siebenjährige Tochter des Grafen Perponcher wurde im Garten ein kleines neugotisches Grabhaus errichtet, dessen Entwurf möglicherweise auf Schinkels Schwager Wilhelm Berger (1790–1858) zurückgeht.